# Chrysogaster poecilops
Chrysogaster poecilops är en tvåvingeart som beskrevs av Mario Bezzi 1915. Chrysogaster poecilops ingår i släktet ängsblomflugor, och familjen blomflugor. Inga underarter finns listade i Catalogue of Life.